# Интегрален институт
Интегралният институт е основан през 1998 г. от американския философ, психолог и мистик Кен Уилбър. Идеята и целите на иститута са, да събере и да се опита да интегрира различните гледни точки в няколко главни сфери на познание. Например, Интегралния Институт понастоящем има няколко филиала, които включват Интегрална психология, Интегрален бизнес, Интегрална политика, Интегрална медицина, Интегрално образование, Интегрален закон и криминално правосъдие, Интегрално изкуство, и Интегрална духовност. Този опит да се интегрира познанието, базирано в отделните сфери е основано на идеята, че различаващите се мнения често са правилни, но частични версии са съществуваща реалност.
Различните филиали по съответен предмет са по-добрия вариант, отколкото да има такива, които печелят всички състезания и са уникални, но частично участващи в по-реалистичното или интегрално цяло. Тези училища на мисълта могат да бъдат оприличени на притчата за слепите хора, които стояли около слона, всеки описващ какво усеща – един напипва краката на слона, друг напипва ушите на слона, трети- хобота и т.н. Интегралната теория, накратко казва, че тези гледни точки могат да бъдат интегрирани да създадат една по-завършена, цялостна и точна версия на реалността.
Забележителни личности, членове на института са: Стюърд Дейвис, Алекс Грей, Дийпак Чопра, Майкъл Мърфи, Роджър Уолш, Дон Бек, Лари Досей, Йон Кабат-Зин, Ед Ковалчик (от групата Live), и др.
Интегралния Институт се изкачва още по-високо правейки различни проекти. А те включват: Серия работилници на Интегралния Институт, Интегрално натурален, Интегрална практика на живота, Интегрален Университет и Интегрален Духовен Център.

## Интегрален Университет
Интегралния Университет е институция за учение базирано на интегралната теорията на Кен Уилбър.
Университетът осигурява няколко официално признати образователни степени и програми със съдействието на Университета по областно дипломиране (включително Магистърска програма за Организационен Мениджмънт и Развитие), също и Университетът Джон Ф. Кенеди, който има Департамент по Интегрално Обучение, базиран категорично на АКАЛ-ната (AQAL: All Quadrants All Levels) система на Уилбър, и предлага Магистърска степен за специалност Интегрална Теория в Интегралния Университет.